# Naseem Hijazi
Sharīf Husain (urdu: شریف حسین) (c. 1914 - martie 1996) a fost un scriitor pakistanez.